# Sabin Merino
Sabin Merino Zuloaga (* 4. Januar 1992 in Urduliz) ist ein spanischer Fußballspieler. Seit 2015 spielt er für Athletic Bilbao in der spanischen ersten Liga.

## Karriere
Merino begann seine Karriere bei Athletic Bilbao. 2011 spielte er erstmals für die Viertligamannschaft. 2011/12 spielte er auch erstmals für Athletic Bilbao B. Mit Bilbao B stieg er 2015 in die zweite Liga auf. In diesem Jahr wurde er auch in die Erstligamannschaft hochgehoben. Sein Erstligadebüt gab er am 1. Spieltag 2015/16 gegen den FC Barcelona.

## Erfolge
- Supercopa de España: 2016